# Phisidia echuca
Phisidia echuca är en ringmaskart som beskrevs av Anne D. Hutchings och Glasby 1988. Phisidia echuca ingår i släktet Phisidia och familjen Terebellidae. Inga underarter finns listade i Catalogue of Life.